# 345
Évszázadok: 3. század – 4. század – 5. század
Évtizedek: 290-es évek – 300-as évek – 310-es évek – 320-as évek – 330-as évek – 340-es évek – 350-es évek – 360-as évek – 370-es évek – 380-as évek – 390-es évek
Évek: 340 – 341 – 342 – 343 –  344 – 345 – 346 – 347 – 348 – 349 – 350

## Események

### Római Birodalom
- Flavius Amantiust és Marcus Nummius Albinust választják consulnak.
- Constans császár Mediolanumban (Milánó) megalapítja a Szt. Teklának szentelt bazilikát (a mai dóm elődjét).

### India
- Majurasarma megalapítja a Kadamba-dinasztia birodalmát.
- A szíriai Kánai Tamás követőivel megérkezik a dél-indiai Cséra királyságába és keresztény közösséget alapít.

## Születések
- Evagriosz Pontikosz, keresztény aszkéta
- Tyrannius Rufinus, történetíró, teológus

## Halálozások
- Aphraatész, szíriai keresztény író

## Fordítás
- Ez a szócikk részben vagy egészben  a(z)   345 című angol Wikipédia-szócikk ezen változatának fordításán alapul.  Az eredeti cikk szerkesztőit annak laptörténete sorolja fel. Ez a jelzés csupán a megfogalmazás eredetét és a szerzői jogokat jelzi, nem szolgál a cikkben szereplő információk forrásmegjelöléseként.